# Cantone di Fontaine
Il Cantone di Fontaine era una divisione amministrativa dell'arrondissement di Belfort.
È stato soppresso a seguito della riforma complessiva dei cantoni del 2014, che è entrata in vigore con le elezioni dipartimentali del 2015.
Comprendeva i comuni di:
- Angeot
- Bessoncourt
- Bethonvilliers
- Cunelières
- Denney
- Eguenigue
- Fontaine
- Foussemagne
- Frais
- Lacollonge
- Lagrange
- Larivière
- Menoncourt
- Montreux-Château
- Petit-Croix
- Phaffans
- Reppe
- Vauthiermont